# Изба
Изба (още мазе, маза, зимник и др.) е помещение в селска къща (в съвремието и в жилищен блок), където се съхраняват зимнина, компоти, алкохол (като вино, ракия и пр.), както и други предмети или инструменти от бита. Избата се изгражда в приземния етаж на сградата. Поради това е сухо и прохладно помещение с малки промени в температурата в зависимост от сезона.
Изба още е основно използваното наименование на специално изградени просторни помещения за отлежаване и съхранение на вино и спиртни напитки, или за зреене и съхранение на хранителни продукти (сирена, кашкавал). Основното изискване към такива помещения с производствено предназначение е да се запазва ниска влажност и сравнително ниска и постоянна температура. За целта се използват естествени пещери или се изграждат приземни или вкопани в земята постройки с много добра топлинна изолация.